# Bono Quebracho
Bonos Quebracho fue la denominación que se le dio a una serie de bonos de emergencia (técnicamente llamados Letras de Tesorería para Cancelación de Obligaciones), emitidos entre 2001 y 2002, mediante la ley 4.951, en la Provincia del Chaco, durante el gobierno de Ángel Rozas. Fueron creados como forma de crear una moneda paralela, para paliar la enorme crisis financiera y económica que se produjo en la Argentina en el 2001. Las cuasimonedas fueron consideras un "mal necesario" que permitió cubrir al principio la ausencia de circulación monetaria.
Se emitieron en valores de 1, 2, 5, 10, 20, 50 y 100 quebrachos (un quebracho equivalía nominalmente a un Peso Convertible).
Este bono tenía una tasa de interés del 7%. A partir de la recuperación económica de la Argentina, el gobierno provincial ofreció a fines de 2003 rescatar hasta el 100% de los quebrachos que había en circulación.